# Doungou-Nabitenga
Pour les articles homonymes, voir Doungou et Nabitenga.
Doungou-Nabitenga est une localité située dans le département de Pissila de la province du Sanmatenga dans la région Centre-Nord au Burkina Faso.

## Géographie
Localité constitué de nombreux petits centres d'habitation dispersés, Doungou-Nabitenga se trouve à 8 km à l'est de Poulallé, à 8 km au sud-est du centre de Pissila, le chef-lieu du département, et à environ 45 km à l'est de Kaya, la capitale régionale.
Le village est à 8 km au sud-est de la route nationale 3, axe important reliant à Tougouri à Kaya.

## Économie
L'agro-pastoralisme est l'activité principale de Doungou-Nabitenga.

## Éducation et santé
Le centre de soins le plus proche de Doungou-Nabitenga est le centre de santé et de promotion sociale (CSPS) de Poulallé tandis que le centre hospitalier régional (CHR) se trouve à Kaya.
Le village possède une école primaire publique.